# PhpBB
phpBB és un paquet de fòrums d'Internet escrit en el llenguatge de programació PHP. El nom "phpBB" és una abreviatura de PHP Bulletin Board (tauler d'anuncis de PHP). Disponible sota la Llicència Pública General de GNU, phpBB és gratuït i de codi obert. La seva funció és proporcionar amb una ampla possibilitat de personalització un servei de fòrums. Té una interfície molt senzilla i amigable. També proporciona un ampli suport, incloent un complet FAQ.
Les característiques de phpBB inclouen compatibilitat amb múltiples motors de bases de dades ( MariaDB, Microsoft SQL Server, MySQL, PostgreSQL, SQLite, Oracle Database ), estructura de missatges plana (en oposició a fils), subfòrums jeràrquics, divisió/fusió/bloqueig de temes, grups d'usuaris, múltiples fitxers adjunts per publicació, cerca de text complet, complements i diverses opcions de notificació (correu electrònic, missatgeria instantània Jabber, canals ATOM).